# El Morrón
El Morrón es una partida rural de Villena (Alicante, España), situada al noreste de su término municipal. Se encuentra al norte del casco urbano, al este de la autovía A-31 y al borde del camino viejo de Benejama, a los pies de la sierra del Morrón. Está compuesta por un pequeño núcleo y varias casas dispersas. Su población censada en 2015 era de 31 habitantes (INE).

## Demografía
| Población | 23 | 23 | 25 | 24 | 21 | 17 | 16 | 17 | 21 | 22 |